# Mika Ninagawa

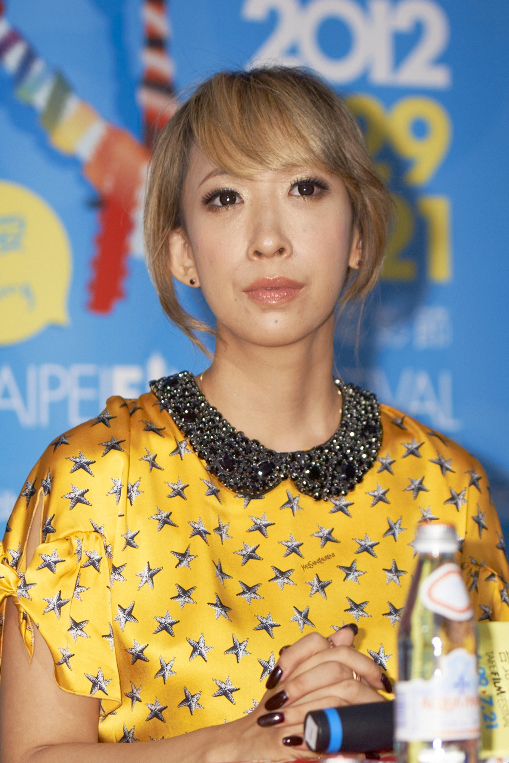
Mika Ninagawa (2012)

Mika Ninagawa (jap. 蜷川 実花, Ninagawa Mika; * 18. Oktober 1972 in Chōfu, Präfektur Tokio) ist eine japanische Fotografin und Filmregisseurin.

## Leben
Ninagawa ist seit Mitte der 1990er Jahre bekannt geworden durch ihre farbenfrohen Fotografien von Blumen, Fischen und Landschaften, die sie in mehreren Fotobänden veröffentlichte. Sie hat des Weiteren großen Erfolg in der Mode- und Werbebranche. Seit 2006 drehte sie zwei Spielfilme und hat eine Anzahl Musikvideos zur Musik japanischer und ausländischer Künstler und Gruppen hergestellt. 
Am Bund in Shanghai entstand nach Ninagawas Entwürfen im ehemaligen Shanghai Rowing Club das Café Shanghai Rose an der Mündung des Flusses Suzhou in den Huangpu, das im Februar 2013 eröffnet wurde.

## Preise und Auszeichnungen
- 1996: Großer Preis beim 9. Shashin Hitotsubo Ten
- 1996: Preis beim 13. Wettbewerb der Firma Canon New Cosmos of Photography
- 1998: Encourage Award beim 9. Wettbewerb der Firma Konica
- 2000. Kimura Ihei Shashin-shō des Verlagshauses Asahi Shimbun
- 2006: Kunstpreis des Ōhara-Kunstmuseum

## Fotobücher
- A Piece of Heaven. Editions Treville, Tokyo, Japan 2002, ISBN 4-309-90493-9
- Liquid dreams. Editions Treville, Tokyo, Japan 2003, ISBN 4-309-90556-0
- Acid Bloom. Nazraeli Press, Portland, Oregon, USA 2004, ISBN 1-59005-066-5
- Floating Yesterday. Kodansha, Tokyo, Japan 2005, ISBN 4-06-213075-0

## Filme und Musikvideos
- 2006: Sakuran
- 2010: Heavy Rotation, AKB48, auch das CD-Jacket
- 2011: Yosibute Fantasy, AKB48
- 2011: Sugar Rush, Soundtrack von AKB48 für den Disney-Film Wreck-It Ralph, deutsch: Ralph reichts
- 2012: Girl on Fire von Alicia Keys auf einem für Japan produzierten Musikvideo
- 2012: Realfilm Helter Skelter mit Erika Sawajiri nach dem gleichnamigen Manga
- 2013: Issen Ichibiō von Exile
- 2013: Pink Spider von Kōda Kumiko
- 2013: Sayonara Crawl, AKB48
- 2015: Kaguya mit der Boy band NEWS
- 2019: Diner